# Akhona Makalima
Akhona Zennith Makalima (nascido em 27 de março de 1988) é uma árbitra internacional de futebol da África do Sul, listada pela FIFA desde 2014. Ela apitar jogos organizados pela FIFA, Premier Soccer League, SAFA Women's League e a South African Football Association (SAFA) .
Ela é formada em gestão de recursos humanos pelo King Hintsa FET College.
Em 9 de janeiro de 2023, a FIFA a nomeou para a equipe de arbitragem da Copa do Mundo Feminina da FIFA 2023 na Austrália.